# Анела
Анела (итал. Anela) — коммуна в Италии, располагается в регионе Сардиния, в провинции Сассари.
Население составляет 817 человек (2008 г.), плотность населения составляет 22 чел./км². Занимает площадь 37 км². Почтовый индекс — 7010. Телефонный код — 079.
Покровителями населённого пункта почитаются святые Косма и Дамиан, празднование 27 сентября.

## Демография
Динамика населения:

## Администрация коммуны
- Официальный сайт: